# Cimetière de Sad Hill
Pour les articles homonymes, voir Sad Hill.
Le cimetière de Sad Hill est un lieu de tournage et un décor cinématographique construit dans la commune de Santo Domingo de Silos, dans la province de Burgos en Espagne, pour le tournage de la scène finale du film de western spaghetti Le Bon, la Brute et le Truand. Les tombes sont fictives et aucun corps n'y est inhumé.

## Histoire
À l'été 1966, le réalisateur Sergio Leone trouve dans la Peña de Villanueva et dans la vallée de l'Arlanza les décors appropriés pour le tournage de la scène finale de son film  Le Bon, la Brute et le Truand, les autres scènes ayant été tournées en Espagne, à Mini Hollywood, Texas Hollywood et Western Leone.
Le décor du cimetière est construit par l'armée espagnole. Sergio Leone y fit construire 5 000 tombes en deux jours par les 250 soldats de l’armée mis à sa disposition par le gouvernement du général Franco.
Après le tournage, le lieu est abandonné et, au fil des années, une partie des matériaux a été réutilisée par les habitants des villages voisins. En 2014, des bénévoles cinéphiles fans du film se lancent le défi de reconstituer le cimetière. Ils retrouvent le site  complètement envahi par la végétation et le fouillent à partir d'octobre 2015. Les premiers bénévoles sont bientôt rejoints par d'autres venus de toute part, séduits par l'idée. Dépassés par l'ampleur de la tâche, les bénévoles, regroupés au sein de l'association Sad Hill, ont alors recours à un financement participatif consistant à parrainer une tombe pour faire partie du cimetière. L’argent récolté sert à acheter du matériel, du bois et de la peinture et les 4 500 fausses tombes sont reconstituées.

## Documentaire
Le documentaire Sad Hill Déterré (Desenterrando Sad Hill), de Guillermo de Oliveira (es), nommé aux Goya Awards 2019 dans la catégorie du meilleur film documentaire, retrace l'ensemble de cette aventure humaine.

## Visite touristique
Le cimetière reçoit désormais environ 30 000 visiteurs par an. D'autres lieux de tournage du film sont visibles dans les environs immédiats comme celui de la bataille de Langston Bridge et la mission de San Antonio (monastère San Pedro de Arlanza (en)). En 2017, l'Association culturelle de Sad Hill a entamé les démarches nécessaires afin de déclarer le cimetière de Sad Hill comme bien d'intérêt culturel.
La région de la Sierra de la Demanda entretient une relation étroite et longue avec le cinéma, puisque des films tels que La Laguna Negra (cy) (1952), L'Ombre de Zorro (1962), La Vallée des Épées (1963), Falstaff (1965),  Docteur Jivago (1965), Les Pétroleuses (1971) ou Le Miracle de P. Tinto (1998) y ont partiellement été tournés.

Quelques photos du site de Sad Hill
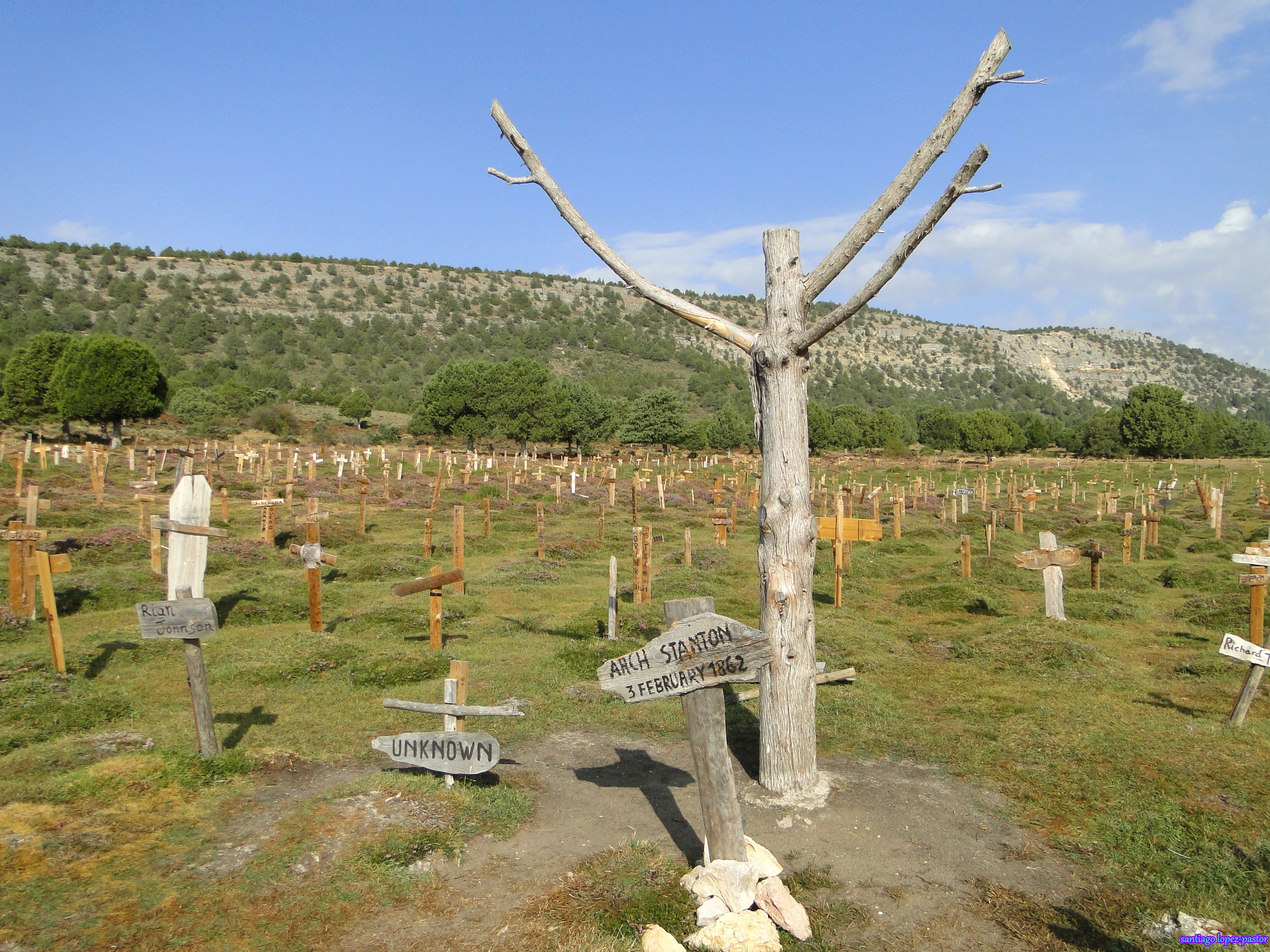
Arbre sec du simulacre de la pendaison de Tuco.
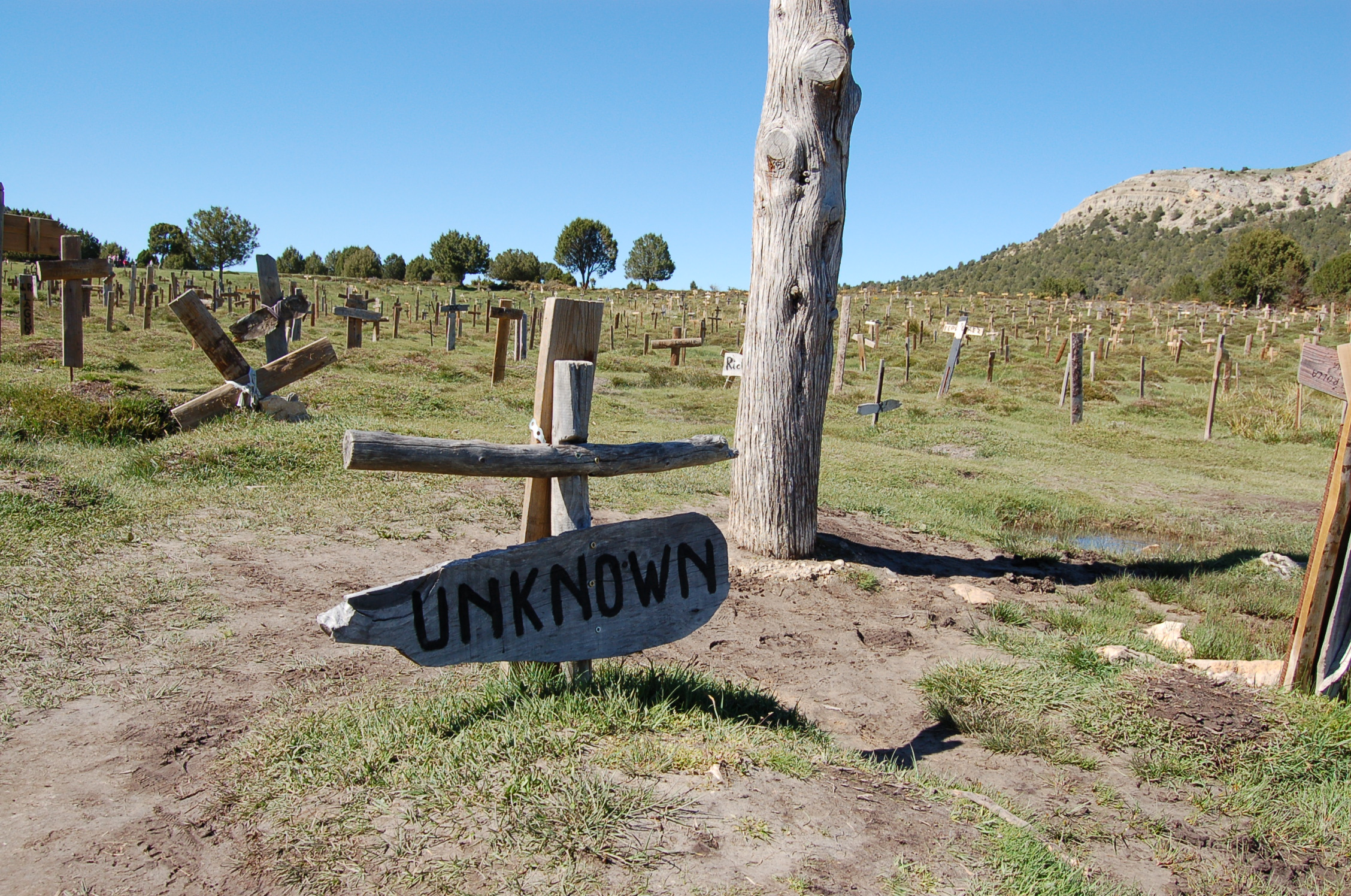
La tombe sans nom…
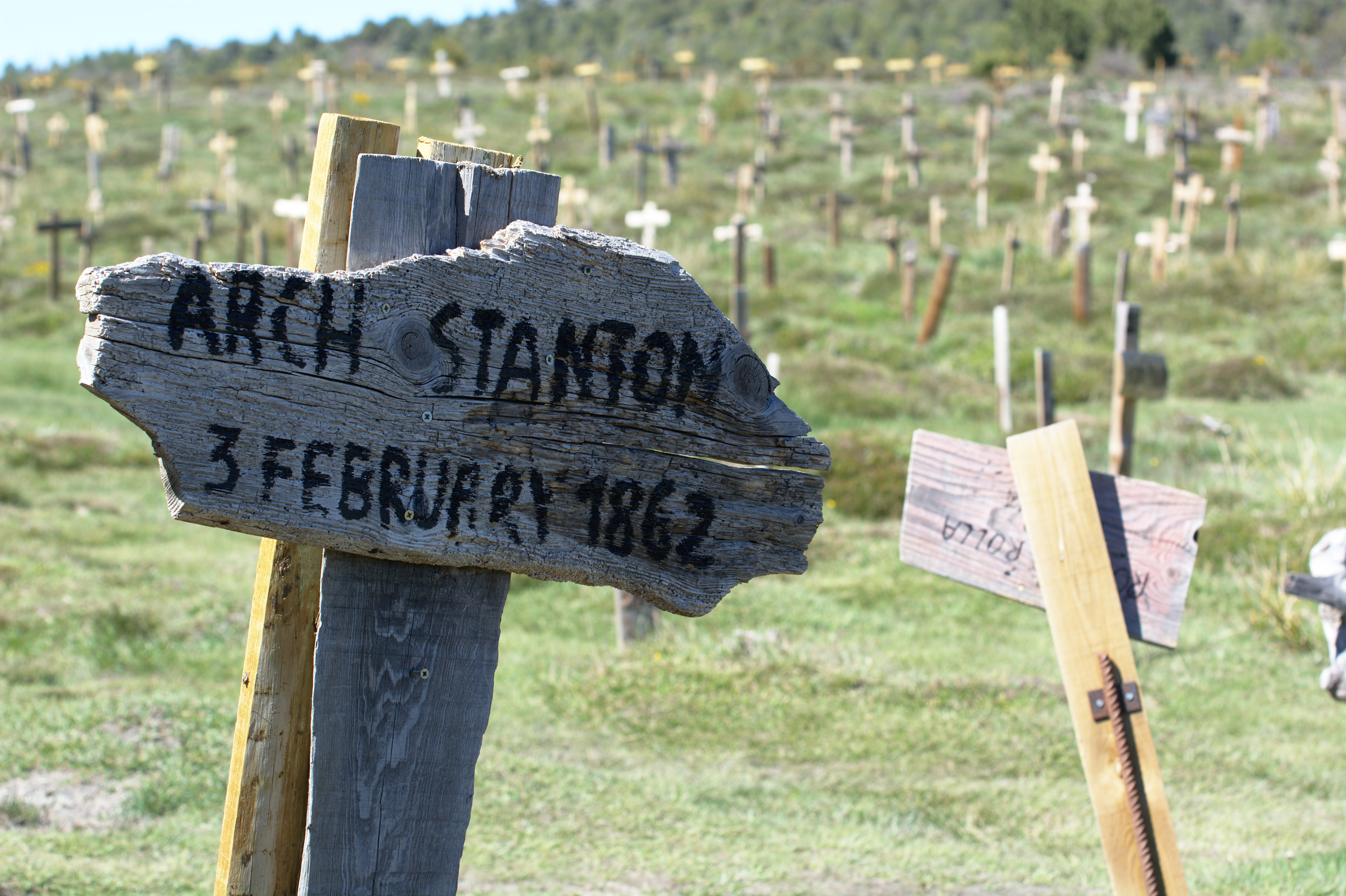
…à côté de celle d'Arch Stanton.
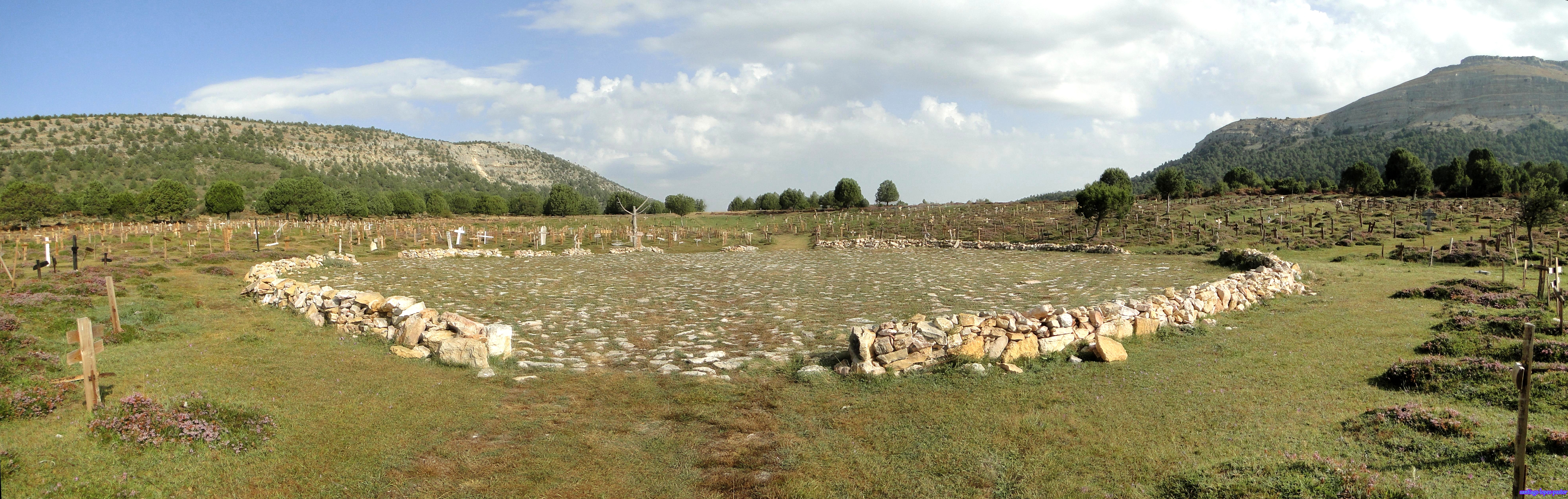
Vue de l’arène centrale.
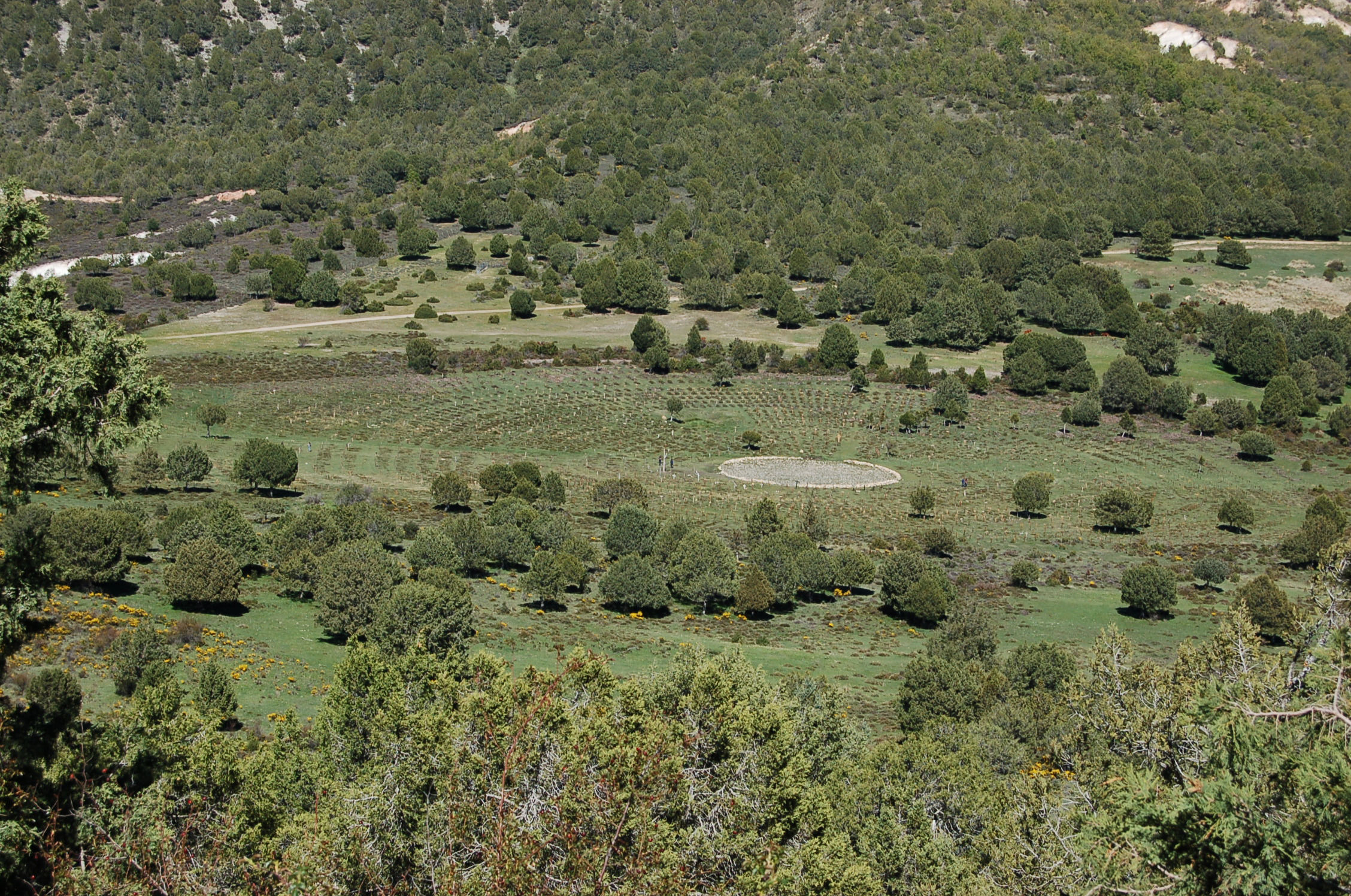
Vue aérienne du cimetière.

## Thème musical
Dans le film, la scène du cimetière de Sad Hill est accompagnée des thèmes musicaux The Ecstasy of Gold et Le Trio. Le morceau de rap Sad Hill extrait du premier album du même 
titre de Khéops est un hommage au film Le Bon, la Brute et le Truand.